# Semanario Pintoresco Español
El Semanario Pintoresco Español fue una revista española publicada entre 1836 y 1857 y editada en Madrid.

## Historia

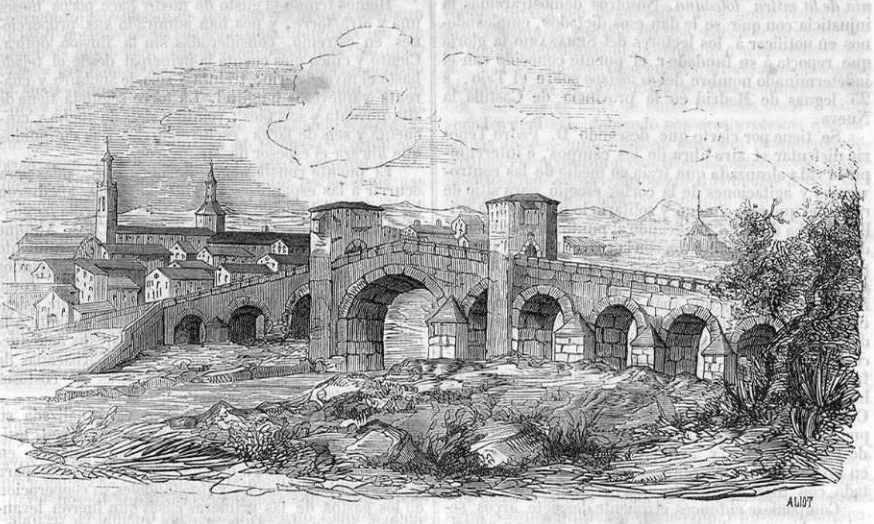
Puente del Arzobispo, grabado de 1847.

Fundada por Ramón de Mesonero Romanos, el primer número de la revista se remonta al 3 de abril de 1836.
En la publicación es común la inclusión de «leyendas y tradiciones españolas, cuentos, novelas y biografías noveladas», con un contenido ecléctico, contando con importancia la temática costumbrista. Se la ha descrito como la revista que, en España, «consolidó el modelo de publicación familiar, de divulgación y de entretenimiento». Ángel Fernández de los Ríos fue el último de sus directores y contó con la colaboración de autores como el propio Ramón de Mesonero Romanos, Teodoro Guerrero y Pallarés o Juan de Ariza.
Según Trancón Lagunas habría formado junto a El Museo Universal y El Museo de las Familias «la trilogía de revistas españolas más importantes del siglo hasta la revolución del 68».
Colaboraron en sus páginas ilustradores y grabadores como Vicente Urrabieta, Bernardo Rico, Vicente Castelló, Antonio Bravo, Calixto Ortega, Carlos Múgica y Pérez, Fernando Miranda, Manuel Lázaro Burgos, Ildefonso Cibera, Cruz, Félix Batanero, Eusebio Zarza, José Méndez, Murcia, Coderch, José María Avrial y Flores o Jesús Avrial y Flores, entre otros.

## Referencias

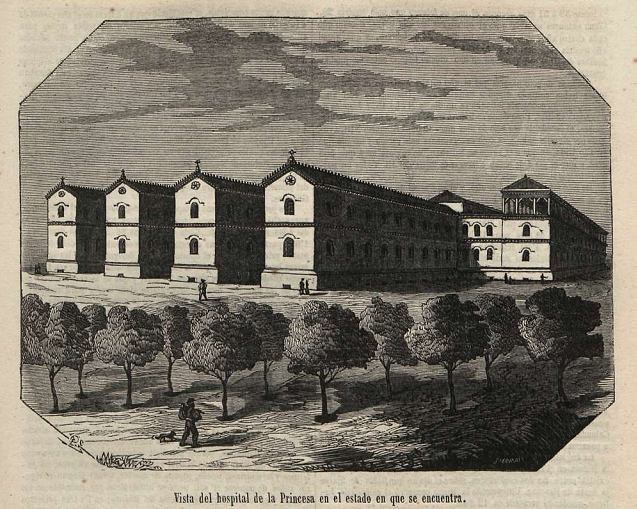
Vista del hospital de La Princesa de Madrid (1855)